# حشره‌خوار لوزون
حشره‌خوار لوزون (نام علمی: Crocidura grayi) نام یک گونه از سرده حشره‌خوارهای دندان‌سفید است.